# ماثياس فريدريكسون
ماثياس فريدريكسون (بالسويدية: Mathias Fredriksson)‏ هو متزحلق سويدي، ولد في 11 فبراير 1973 في اوديفالا ‏ في السويد.

## وصلات خارجية
- الموقع الرسمي
- ماثياس فريدريكسون على موقع الاتحاد الدولي للتزلج (التزلج الريفي) (الإنجليزية)
- ماثياس فريدريكسون على موقع اللجنة الأولمبية الدولية (الإنجليزية)
- ماثياس فريدريكسون على موقع أوليمبيديا (الإنجليزية)
- ماثياس فريدريكسون على موقع اللجنة الأولمبية السويدية (السويدية)